# Blijf je vanavond
Blijf je vanavond is de tweede single van Monique Smit.

## Nummers
1. "Blijf je vanavond" - 4:17
2. "Blijf je vanavond (instrumentaal)" - 4:15